# Kubb

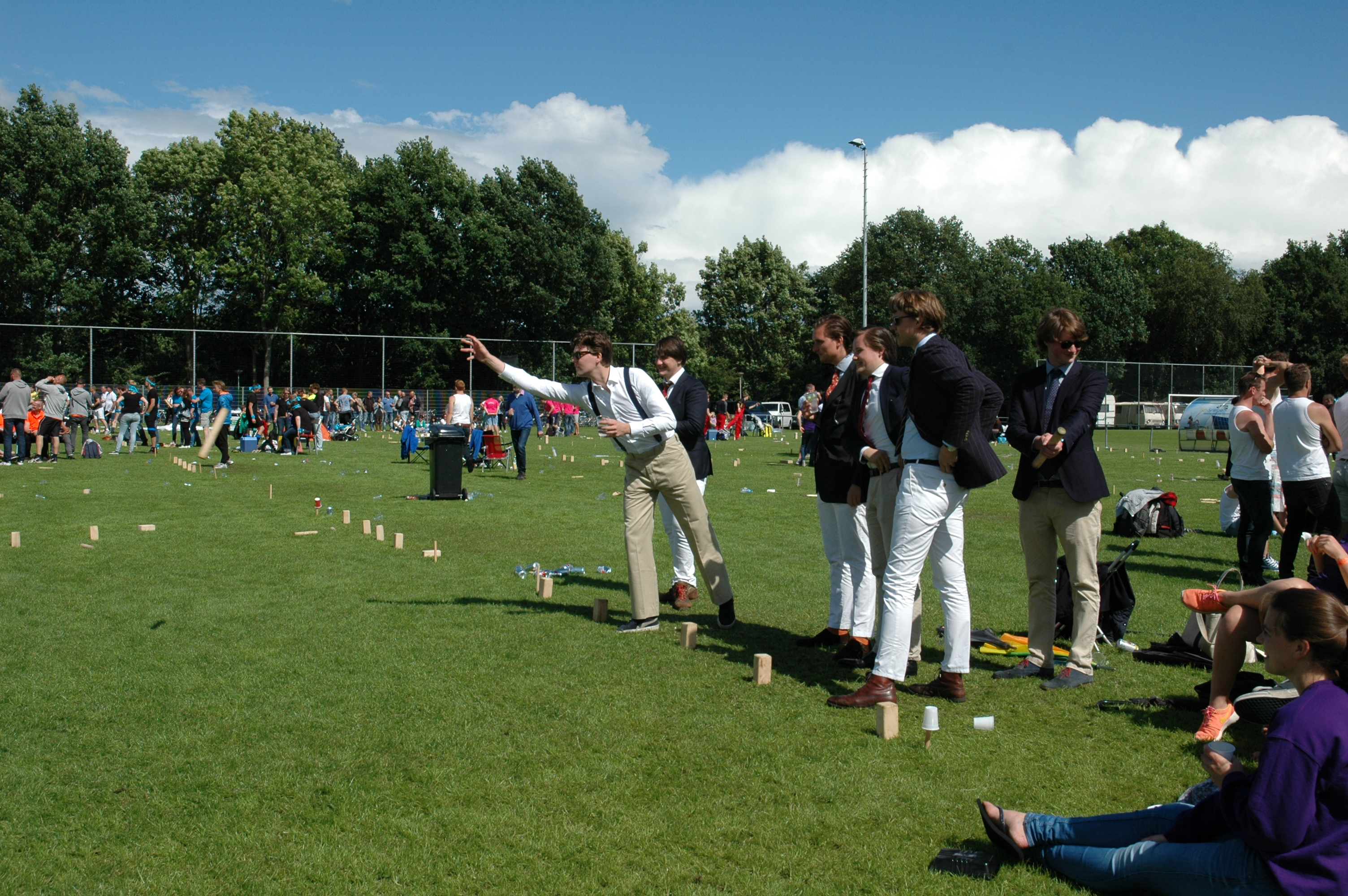
Kubbteam Jan-Diederick en de Ravenvangers op het NK kubb 2016

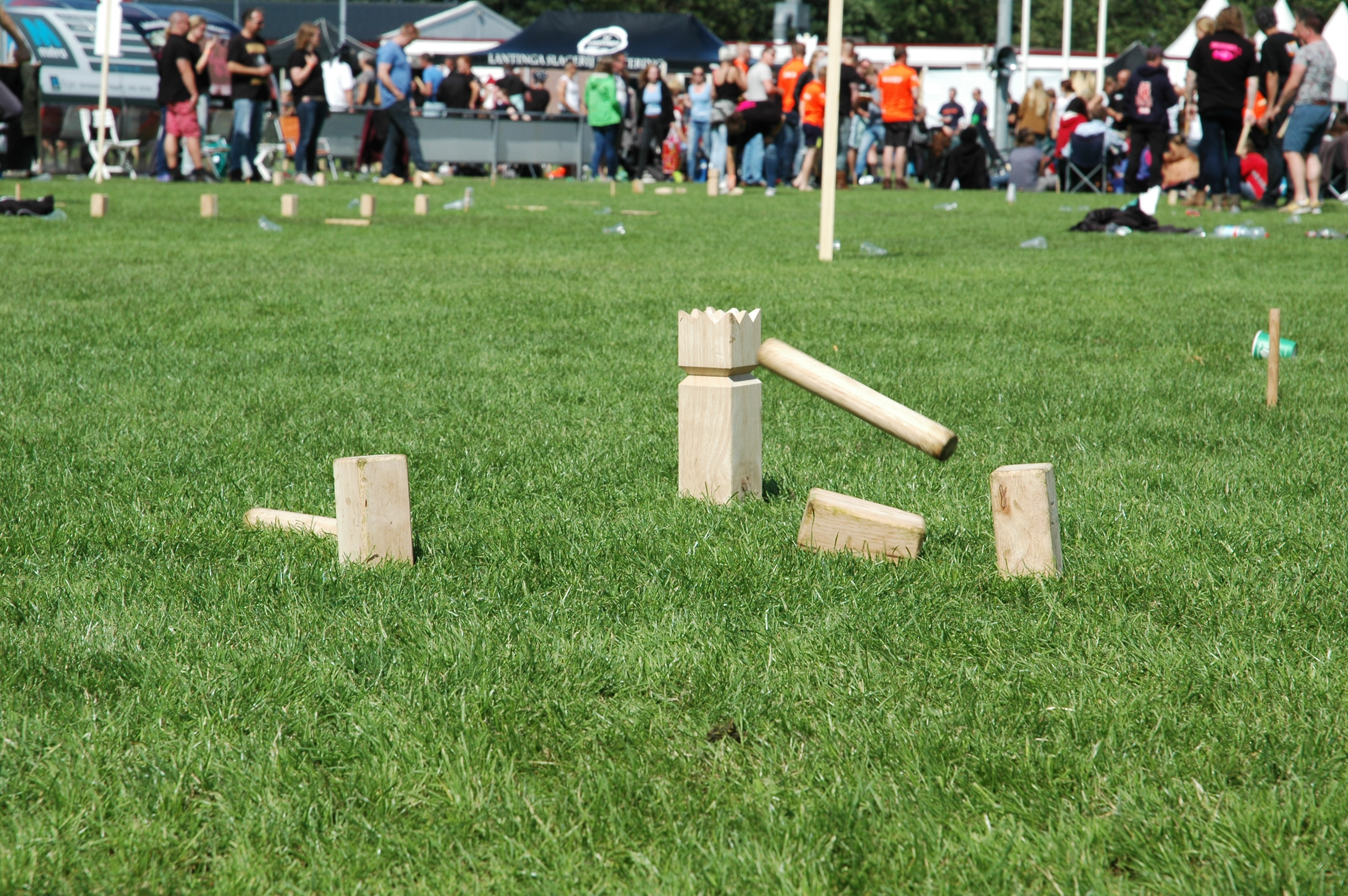
De koning in kubb wordt omgegooid

Kubb (Zweedse uitspr.: /kɵbː/) is een buitenspel met als doel het omvergooien van houten blokken door er houten stokken tegenaan te gooien. Het woord "kubb" betekent "houten blok" in het Gotlands dialect van het Zweeds, alsook in het Zweeds zelf. Kubb kan kort worden omschreven als een combinatie van bowling, petanque en schaken.
Het doel van het spel is om zo snel mogelijk alle kubbs met de werpstok onderhands omver te gooien, en als laatste de koning, voordat de tegenpartij dat doet.
Het spel kan binnen dertig seconden gespeeld zijn, maar kan ook uren duren. Na verloop van tijd mogen er blokken bij beide kanten weg worden gehaald voor het spelverloop. Hier zijn geen officiële tijdsrichtlijnen voor. Ook kan het worden gespeeld op diverse ondergronden, zoals gras, zand of beton en zelfs op sneeuw.

## Ontstaan
Er wordt vaak beweerd dat het spel is ontstaan in Zweden tijdens het tijdperk van de Vikingen en dat het bewaard is gebleven op Gotland, maar dat schijnt een marketingverhaal te zijn van fabrikanten van het spel voor betere verkoopcijfers. De werkelijke afkomst stamt af van voor de Vikingen. De traditie in Gotland luidt dat de Vikingen het spel hebben bedacht met beenderen van veroverde stammen en daarmee tegen elkaar speelden. Er zijn volksverhalen die daarentegen wel bewijzen dat kubb werd gespeeld op diverse plaatsen waar de Vikingen zich bevonden zoals in Zweden, Schotland en Noorwegen en in het begin van de twintigste eeuw is overgewaaid uit Eurazië, maar het is nog de vraag in hoeverre de regels van toen overeenkomen met de manier waarop kubb vandaag de dag wordt gespeeld.

### Voor 1912

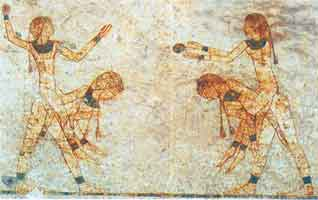
Voorloper op kubb uit Egyptische muurschilderingen

De Oud-Egyptenaren speelden rond 3000 v.Chr. al een spel dat veel weg heeft van kubb. Als een van 's werelds eerste en grootste beschaving speelden zij al vrijetijdspellen zoals een gecombineerde vorm van speerwerpen en schaak wat veel lijkt op kubb nu. Toentertijd speelden alleen de elite en de rijke burgerij het spel.
Uit opgravingen waar houten blokken zijn gevonden en ook menselijke botten en op Egyptische muurschilderingen was te zien dat men in die tijd al spellen met elkaar speelde. Sommige van de favoriete sporten en spellen in Egypte waren voorlopers van kegelen, boksen, kubb, schermen met stokken en schaak.
De vroege Egyptenaren speelden ook andere sporten en spellen met competitie, waaronder een vroege vorm van hockey, handbal, gymnastiek, speerwerpen en gewichtheffen. Hierin zat juist de vorm van twee tegenstanders of teams wat vandaag de dag in veel competitiesporten terug is te zien. Zo ook in kubb.

#### Scandinavische afkomst

Kaart van de Vikinggebieden in de 8e (donkerrood), 9e (rood), 10e (oranje) en 11e (geel) eeuw. De groene gebieden waren het slachtoffer van regelmatige rooftochten door Vikingen.

De Romeinen namen het spel over na de Romeinse overheersing en dit waaide ook zo over naar de Perzen, echter waren het de Perzen die kubb bleven gebruiken omdat het veel leek op schaak ‘shah’ en voor het volk makkelijk te spelen was. In dit gebruik komen de woorden "controleren" en "schaken" via het Arabisch uit de Perzische shāh, wat "koning" of "monarch" betekent (Murray 2012: 159). 

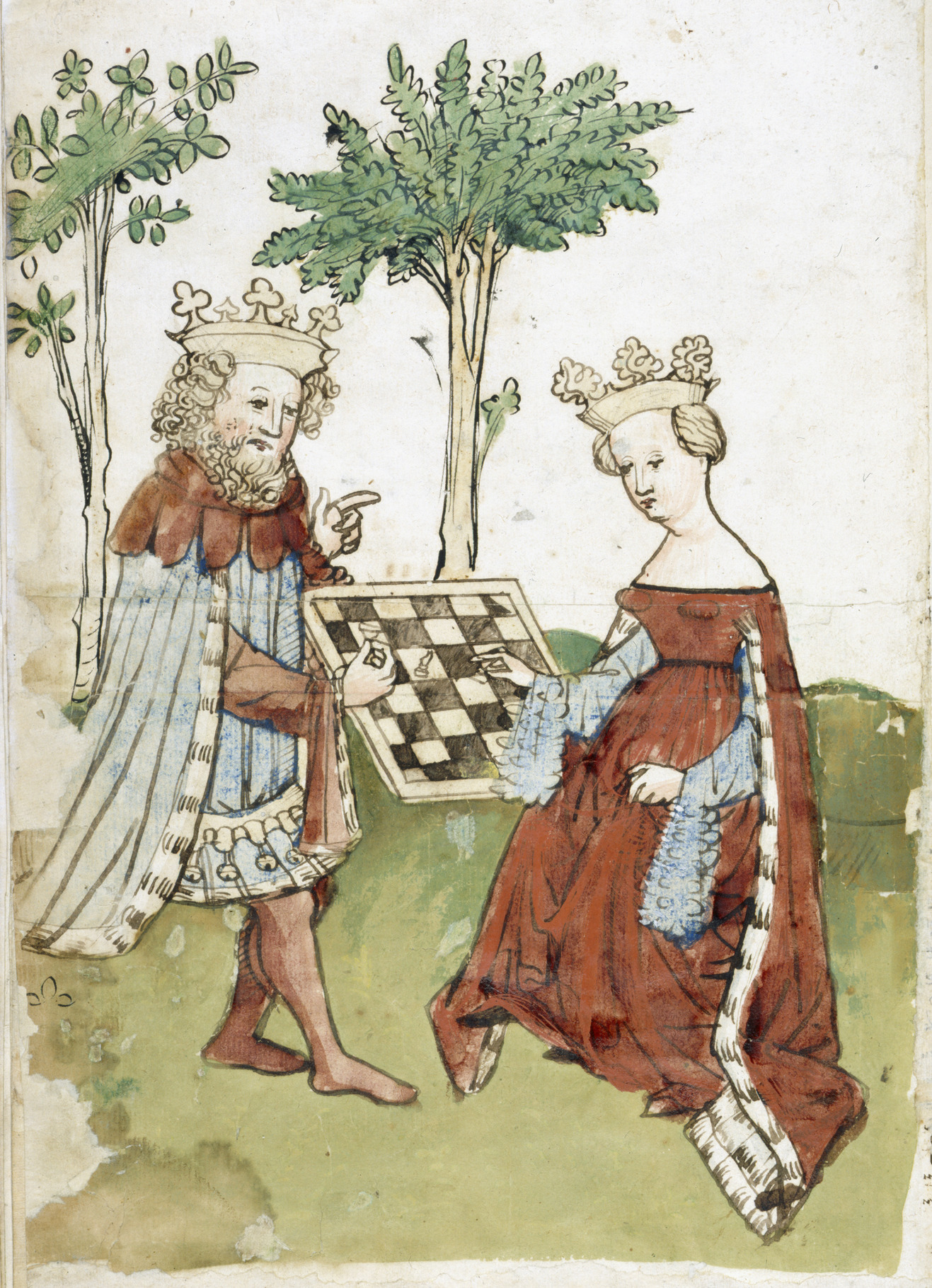
Koning en koningin spelen schaak, wat de voorloper is van kubb - Das Schachzabelbuch

Kubb heette in de Arabische landen anders, namelijk kubtal كتلة wat ‘blok’ betekent en een verbastering is van كتلة.

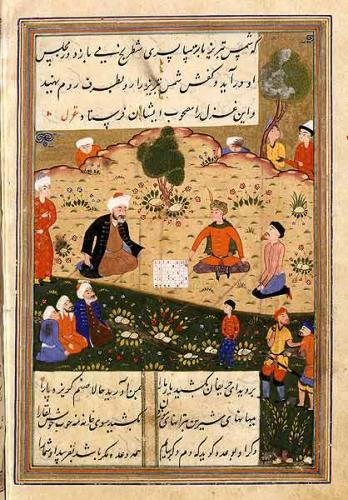
Arabisch schaken met een bord en blokken gooien

كتلة (uitspraak 'kutla') betekent letterlijk 'blok' in het Arabisch en werd uiteindelijk verbasterd tot kubb.
De Romeinen vonden het een spel van lage klasse en onreinheid en het spel evolueerde aldaar tot wat we nu kennen als petanque en kegelen of ze speelden de bordvariant schaak.
De uiteindelijke Scandinavische sfeer komt van een van de rooftochten van de Vikingen. De Vikingen brachten onder andere hun rooftochten door op de grens van Europa en Azië. Daar hebben de Vikingen bij een van hun plunderingen ook het spel uit vermoedelijk Turkije of Rusland overgenomen. Het vermoeden is er dat daardoor de Vikingen kubb in Schots en Scandinavisch gebied hebben gebracht.
Daardoor werd er lange tijd in Scandinavisch gebied dit spel gespeeld wat in het Zweeds kubb werd genoemd; letterlijk vertaald van 'houten blok'. Ook hier een overeenkomst met de Arabische afkomst.

### Na 1912 tot heden
Het is van belang om te vermelden dat de Föreningen Gutnisk Idrott dat in 1912 werd gesticht, het spel nooit heeft benoemd als een van de traditionele spellen uit Gotland. Wel benadrukken zij de traditie van het spel, de geschiedenis en de daarbij behorende omgangsnormen. Gepaste kleding tijdens kubb is in de loop der jaren elusief geworden. Het spel toont overeenkomsten met onder andere bowling, schaak en petanque en het is dat deze spellen een gemeenschappelijke middeleeuwse afkomst delen.
In de jaren negentig werden de eerste commerciële kubbspellen geproduceerd en het voorheen onbekende spel werd snel erg populair. Er is nu internationale interesse voor het spel en sinds 1995 worden jaarlijks wereldkampioenschappen gehouden in Gotland. Er worden in Nederland (Nijeveen) sinds 2004 en België sinds 2007 landelijke kampioenschappen gehouden met gemiddeld 96 teams. Ook is het spel een veel gezien spel in parken en op stranden.

## Onderdelen van het spel

Het spel bestaat uit minimaal 21 onderdelen:
- Tien kubbs, balkvormige houten blokken van ongeveer 15 cm hoog en 7 x 7 cm in doorsnee.
- Een koning, een groter balkvormig houten blok van ongeveer 30 cm hoog en 9 x 9 cm doorsnee, met soms een kroon aan de bovenkant.
- Zes werpstokken, houten cilindervormige stokken van ongeveer 30 cm lang en met een diameter van 3 tot 5 cm. Officiële diameter gehanteerd op het WK en NK kubb is 44 millimeter.
- Vier hoekstokken of andere markeringen om de hoeken van het veld aan te duiden. Dit kunnen er ook zes zijn om de middenlijn beter aan te geven.
- Meetlint voor afmetingen van het kubbveld. Veel meetlinten komen in rood, blauw en geel. Het rode en gele gedeelte is vijf meter (de achterlijn), het rode gedeelte is vier meter (achterlijn tot middenlijn) en rood, geel en blauw zijn samen acht meter (de lengte van het veld).

De meeste kubb spellen zijn gemaakt van rubberhout. Rubberhout is zachter dan veel andere houtsoorten, waardoor het van nature indeukt en niet snel splintert.

## Beginopstelling

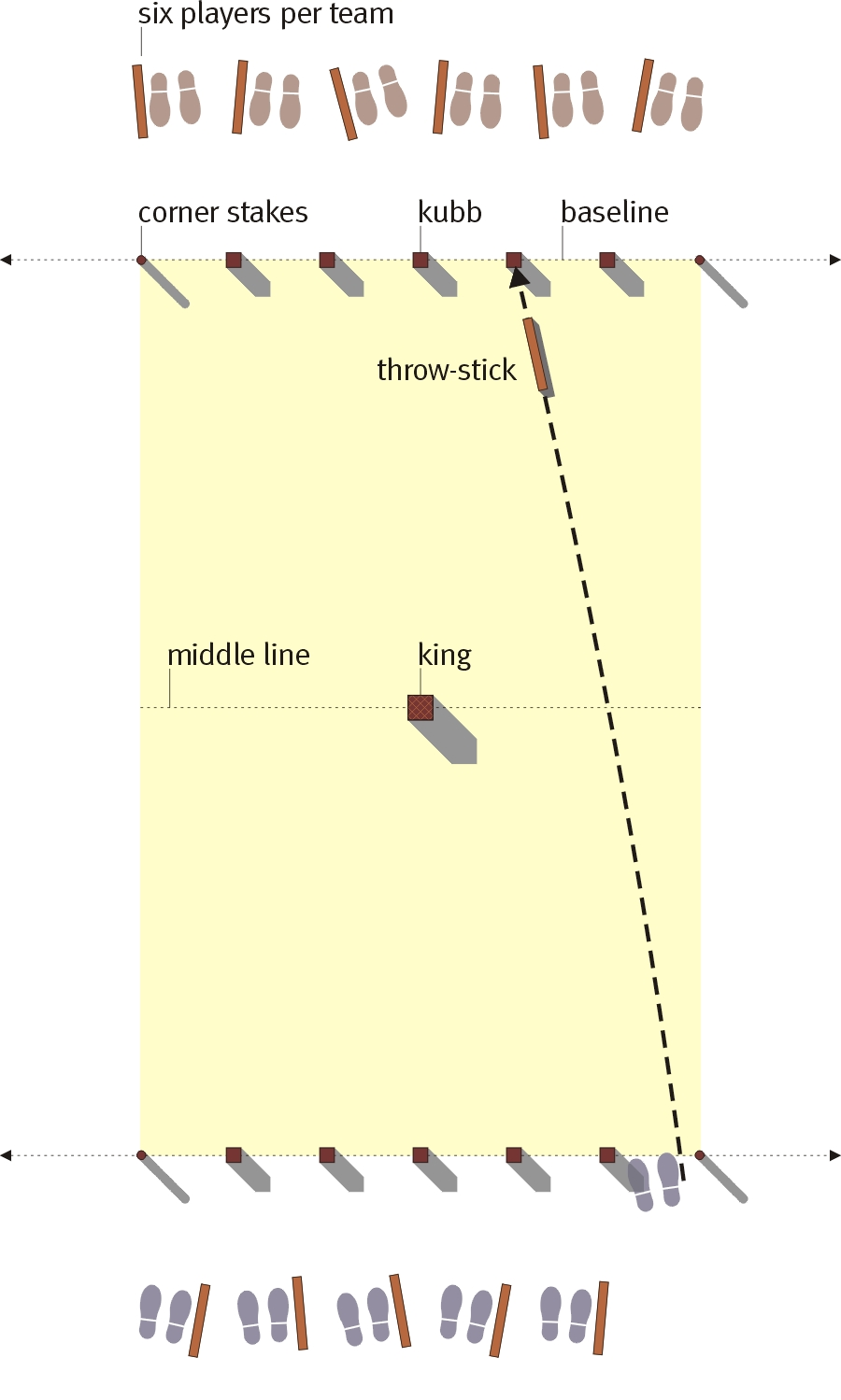
Beginopstelling

Kubb wordt gespeeld op een rechthoekig veld van 5 meter breed bij 8 meter lang. Er zijn officiële regels over de grootte van het veld maar de veldgrootte kan worden verkleind voor jongere spelers of om de spelduur te verkorten. Bij officiële wedstrijden worden de internationale kubbregels gehanteerd. De ondergrond waarop gespeeld wordt, is meestal gras, maar het spel kan ook worden gespeeld op elk ander solide grondtype.
De hoekstokken worden in de grond gestoken om het veld te definiëren. Er zijn geen verdere markeringen om de randen van het veld mee aan te duiden. De smalle randen van het veld worden de "basislijnen" genoemd.
De koning wordt in het midden van het veld geplaatst. Extra hoekstokken evenwijdig aan de basislijnen ter hoogte van de koning geven de grens aan en scheiden het veld in twee speelhelften.
De kubbs worden neergezet op de basislijnen. Op elke lijn komen er vijf te staan met een gemiddelde afstand van 90 centimeter tussen de veldkubbs. De veldkubbs mogen in de beginopstelling niet tegen de hoekstokken aan staan.

## Spelregels
Het aantal deelnemers aan het spel kan vrijblijvend worden bepaald. Meestal heeft elk team een gelijk aantal spelers. Het moet minimaal uit twee spelers of twee teams bestaan. Bij landelijke of wereldkampioenschappen moet elk team uit minstens zes spelers bestaan.
Om te bepalen wie als eerste aan de beurt is, werpen beide teams tegelijkertijd ieder één stok richting de koning. Het team wiens stok zich het dichtst bij de koning bevindt, mag beginnen. Indien een van de teams de koning omwerpt, mag het andere team automatisch starten.
Elke beurt in het spel bestaat uit twee fasen voor elk team.
1. Team A gooit de zes werpstokken vanaf de basislijn naar de kubbs die bij de tegenpartij, Team B, op de basislijn staan. Er moet verticaal onderhands worden gegooid en de stokken moeten met de uiteinden de kubbs raken. Het is niet toegestaan om de stokken overdwars te gooien of ze zo te gooien dat ze overdwars aankomen.
2. De kubbs die door team A zijn omgegooid, worden vervolgens door team B in de speelhelft van team A gegooid. Team A zet deze kubbs vervolgens rechtop op de plaats waar zij zijn neergekomen. De kubbs moeten bij het rijsen te allen tijde de ondergrond raken en mogen zowel naar voren of naar achter worden gezet, afhankelijk van de tactiek van team A. Deze kubbs worden veldkubbs genoemd en verschillen van de kubbs die bij de start van het spel op de basislijn zijn geplaatst.

1. Nu is het aan team B om eerst de veldkubbs van team A omver te gooien. Voordat de kubbs op de basislijn mogen worden omgegooid, dienen eerst de eventuele veldkubbs omver te worden gegooid.
2. Alle kubbs die volgens deze regels omver worden gegooid, worden vervolgens door team A weer in het veld van team B gegooid.

Als een team een veldkubb naar de overkant gooit mag dit team twee keer proberen om deze in het andere veldvlak te gooien. Wanneer het gooiende team er na twee keer niet in slaagt om de kubb(s) in het veld van het andere team te gooien, dan mag het andere team bepalen waar de fout gegooide kubb(s) in het veld komen te staan. Deze mogen overal in het veld geplaatst worden maar met een minimale stoklengte van de koning af. Tijdens het gooien van de veldkubbs in het veld van het andere team moeten alle werpstokken uit het veld zijn.
Als een team het niet voor elkaar krijgt om alle veldkubbs aan de overzijde van het veld omver te gooien, bepaalt de nog staande kubb die het verst naar voren staat de nieuwe basislijn. Voor het omvergooien van kubbs mogen de spelers nu naar voren lopen naar deze denkbeeldige basislijn. Deze regel is alleen van toepassing op het omvergooien van kubbs. Voor het omvergooien van de koning en het gooien van kubbs naar de overzijde moet de oorspronkelijke basislijn worden gebruikt.
Op deze manier duurt het spel voort totdat een team alle kubbs aan de overzijde omver heeft gegooid. Als het gooiende team dan nog werpstokken over heeft, kunnen deze worden gebruikt om vanaf de oorspronkelijke basislijn de koning omver te gooien. Als dat lukt, heeft dit team het spel gewonnen.
Als tijdens het spel de koning te vroeg door iemand omver wordt gegooid, heeft het andere team het spel gewonnen en is het spel direct beëindigd.
Vaak wordt een "best-of-three" gespeeld, waarbij het team dat als eerste twee spelrondes heeft gewonnen, zich winnaar mag noemen.

## Nederlands en Belgisch kampioenschap

### Nederlands kampioenschap

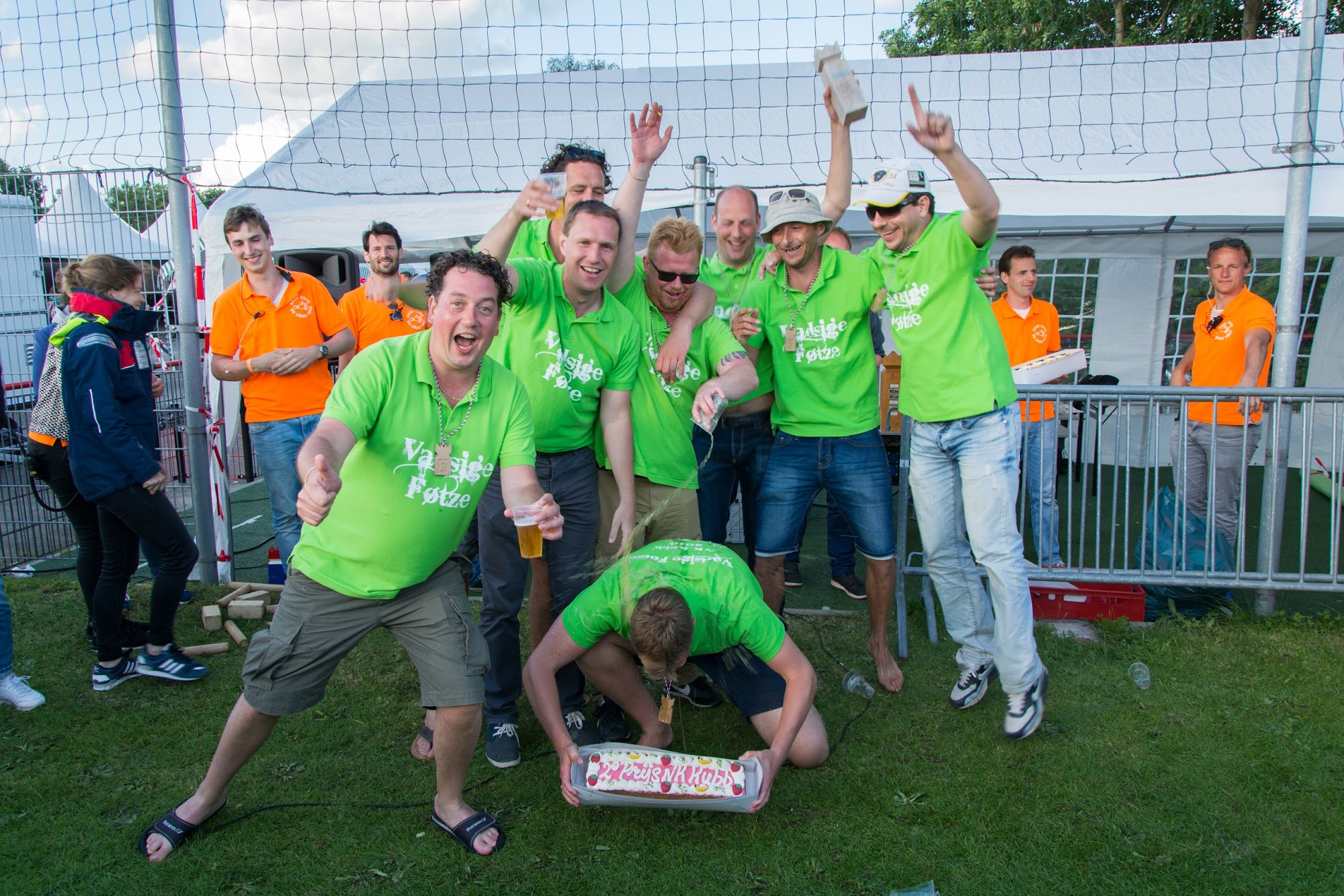
Kubbteam, Vadsige Føtze, tweede plaats bij NK kubb 2016

Het Nederlands kampioenschap kubb wordt sinds 2004 gespeeld en vindt jaarlijks op een zaterdag in de tweede helft van juni of eerste helft van juli plaats. Het wordt georganiseerd door kubbclub 'De Lösse Pøls' en wordt gespeeld op de velden van voetbalvereniging SVN '69 in Nijeveen.
Nederlands Kampioenschap (volgens de officiële WK reglementen):
- 2004: (40 teams) De Helikøpters uit Utrecht
- 2005: (39 teams) De Kazerne uit Nijeveen
- 2006: (42 teams) Kubba Libre uit Utrecht
- 2007: (35 teams) De Chopsticks uit Utrecht
- 2008: (32 teams) De Kazerne
- 2009: (48 teams) De Holtjers uit Hippolytushoef
- 2010: (60 teams) De Kazerne
- 2011: (90 teams)
- 1e plaats: Woodsnipers feat. Gipfelstürmer uit Duitsland. 2e plaats: De Kazerne. 3e plaats ex aequo: OKEA (Antwerpen, BE) en Kubbkummertijd (Zwolle). Sfeerprijs/originaliteitsprijs: New Kubbs Turbo uit Utrecht.
- 2012: (96 teams)
- 1e plaats: Kubb Royal uit Zwolle. 2e plaats: Apport! uit Nijeveen. 3e plaats ex aequo: Muskubbtiers 1 uit Zwolle en de Kazerne uit Nijeveen. Sfeerprijs: Rummikubb uit Haarlem.
- 2013: (96 teams) 1e plaats: Kubb Royal uit Zwolle. 2e plaats: Mooi Weer Gooiers uit Meppel. 3e plaats ex aequo: De Muskubbtiers (Zwolle) en Woodsnipers (Schöppingen). Sfeerprijs: Team Sfeer.
- 2014: (94 teams) 1e plaats: De Kubbisten uit Utrecht. 2e plaats: FOKA BOYS uit Nijeveen. 3e plaats ex aequo: Vadsige Føtze uit Haarlem en All Blacks & Blokkie Om. Winnaar B-finale: Dubbel Blok uit Nijeveen. Winnaar C-finale: KubbHollandKubb1 uit Hoogblokland. Sfeerprijs: Pirates of the Kubbribbean.
- 2015: (96 teams) 1e plaats: Woodsnipers uit Schöppingen (Duitsland). 2e plaats: Vadsige Føtze uit Haarlem. 3e plaats ex aequo: Rummikubb uit Deventer en Kubb Up uit Hollandscheveld. Winnaar B-finale: Kale Kubb (Meppel). Winnaar C-finale: Kubb-Tiki (Wageningen). Sfeerprijs: Zittuhtestaantekubbuh (Rotterdam)
- 2016: (128 teams) 1e plaats: Woodsnipers uit Schöppingen (Duitsland). 2e plaats: Vadsige Føtze uit Haarlem. 3e plaats: Kubb up & bMc uit Utrecht. Winnaar B-finales: Kubbclub ‘Even een blokje om’. Winnaar C-finales: Kubbakubbana. Winnaar D-finales: Bende van Ellende. Sfeerprijs: Moaties. Kleedprijs: Jan-Diederick en de Ravenvangers.
- 2017: (128 teams) 1e plaats: All Blacks. 2e plaats: Kubb Up. De verliezers van de twee halve finales waren teams Kubbfiction en Amstel KUBB United. Winnaar B-finales: Kubb met peren 3. Winnaar C-finales: Mutu. Winnaar D-finales: Kroepoekjes. Sfeerprijs: Eager Beavers. Kleedprijs: Kubboys en indianen.
- 2018: (128 teams) 1e plaats: Kubb Up 2e plaats: Vadsige Føtze 3e plaats: Kubbisten & Honkbal Kubb Winnaar B-finales: All Blacks. Winnaar C-finales: KubbScouts Winnaar D-finales: Kubbmobiel Sfeerprijs: Kubbouters Kleedprijs: Heupkubb
- 2019: (128 teams) 1e plaats: All Blacks/ Kubb Masters 2e plaats: 2 Girls 1 Kubb 3e plaats: Vadsige Føtze & K.V.N ’13 Winnaar B-finales: Kubb met Peren 4 Winnaar C-finales: RBB Winnaar D-finales: Kingpin
- 2020 en 2021: Het Nederlands Kampioenschap Kubb maakte op 21 april 2020 bekend dat de 16e editie van het NK Kubb niet door kon gaan in verband met de coronamaatregelen.[12]Ook de 17e editie van het Nederlands Kampioenschap Kubb ging vanwege de coronapandemie niet door.

### Belgisch kampioenschap

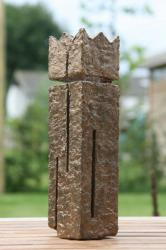
Wisselbeker Belgisch kampioenschap kubb

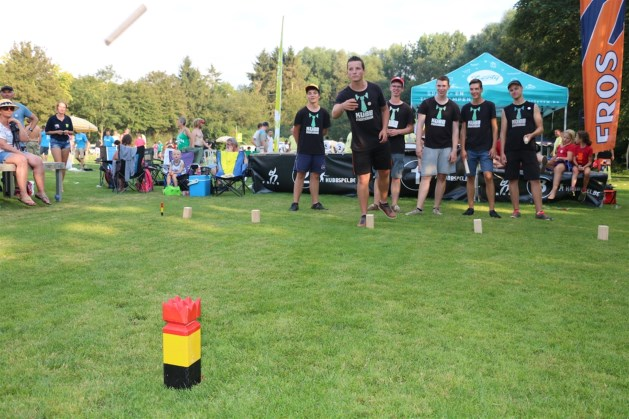
Belgisch kampioenschap kubb 2016

Het Belgisch kampioenschap kubb wordt sinds 2007 gespeeld. De eerste twee jaar op de Blaarmeersen te Gent met zo’n 48 ploegen in 2008. Hierna werd het toernooi uitgebreid en achtereenvolgens in het Park Spoor Noord te Antwerpen, het Minnewaterpark te Brugge en het Provinciaal domein Kessel-Lo bij Leuven verspeeld. In 2012 was het Cultureel Centrum te Hasselt aan de beurt waar er afgeklokt werd op 128 teams. In 2013 vond het toernooi plaats in Linkeroever (Antwerpen). In 2014 was Vilvoorde de gaststad, in het park Drie Fonteinen. In 2015, 2016 en 2017 vond het toernooi plaats in domein Osbroek te Aalst. In 2018 en 2019 vond het toernooi in Beveren-Waas plaats.

### Spelregels kampioenschap
Beide kampioenschappen worden volgens dezelfde internationale kubbspelregels gespeeld. De teams dienen uit ten minste zes spelers te bestaan. Reservespelers zijn toegestaan, maar teams die met minder dan zes spelers aan het spel verschijnen, mogen slechts zoveel stokken gooien als er spelers in het team zijn.